# Kleifarvatn
Der Kleifarvatn ist ein See auf der isländischen Reykjanes-Halbinsel.

## Lage
Kleifarvatn befindet sich etwa 25 Kilometer von Reykjavík entfernt und rund zehn Kilometer südöstlich von Hafnarfjörður.
Berge rahmen den See von allen Seiten ein, darunter im Westen der 407 Meter hohe Palagonitrücken Sveifluháls.
Der See liegt im südlichen Teil der Halbinsel Reykjanesskagi auf der Verwerfungszone des Mittelatlantischen Rückens und seine Tiefe betrug bis zum Jahre 2000 bis zu 97 Meter.
Er liegt östlich des Krýsuvíkurvegurs , einer Nebenstraße, die die Reykjanesbraut  mit dem Suðurstrandarvegur  verbindet.

## Plattenverschiebung und Vulkanismus am Kleifarvatn
Die Gegend um den Kleifarvatn ist geprägt von den ihn umgebenden aktiven Vulkanen, er selbst liegt mitten im Gebiet des Vulkansystems von Krýsuvík.
Das und die hier verlaufende Plattengrenze erklären die häufigen Erdbeben.
So fing der See nach dem großen Erdbeben im Jahr 2000 an teilweise zu versickern.
Man vermutet, es hätten sich unter der Wasseroberfläche Spalten geöffnet.
Seine Fläche hatte sich kurze Zeit danach um etwa ein Fünftel verringert.
Andererseits hat man solche Veränderungen des Wasserspiegels an diesem See schon öfter beobachten können, und meist stieg die Wasserfläche nach einiger Zeit wieder an, was auch diesmal wieder der Fall ist.
Die Wasserfläche hat sich inzwischen (Februar 2008) wieder um ein Beträchtliches gehoben.
Einige heiße Quellen lagen unter dem Seewasser und kamen, nachdem sich der Wasserspiegel gesenkt hatte, ans Tageslicht, wie man auf dem untenstehenden Bild sehen kann.
In der Nähe des Sees befinden sich zwei Hochtemperaturgebiete, eines bei Seltún (siehe Bild bei Reykjanesskagi), ein weiteres im Osten des Sees.

## Sage
Ähnlich wie in den isländischen Seen Lagarfljót und Skorradalsvatn berichten Volkssagen auch von einem Seeungeheuer im Kleifarvatn.

## Besiedelungsgeschichte
Die Gegend war in früheren Zeiten bewohnt.
Ein alter Hof namens Krýsuvík wurde durch die Lava des Ögmundarhraun 1151 zerstört, gleichnamige Höfe waren an anderer Stelle bis 1857 bewohnt.
Von dem Weiler steht als einziges Gebäude noch im Südwesten des Sees das kleine Kirchlein Krísuvíkurkirkjan, das sich unter Denkmalschutz befindet und heute vom Nationalmuseum Þjóðminjasafn in Reykjavík betreut wird.

## Krimischauplatz
Der isländische Schriftsteller Arnaldur Indriðason veröffentlichte 2004 einen Kriminalroman mit dem Titel "Kleifarvatn". Darin führt das zeitweilige Absinken des Wasserspiegels nach dem Jahr 2000 zum Fund einer bereits Jahrzehnte zuvor versenkten Leiche.
Der Roman erschien 2006 in Deutschland unter dem Titel "Kältezone".

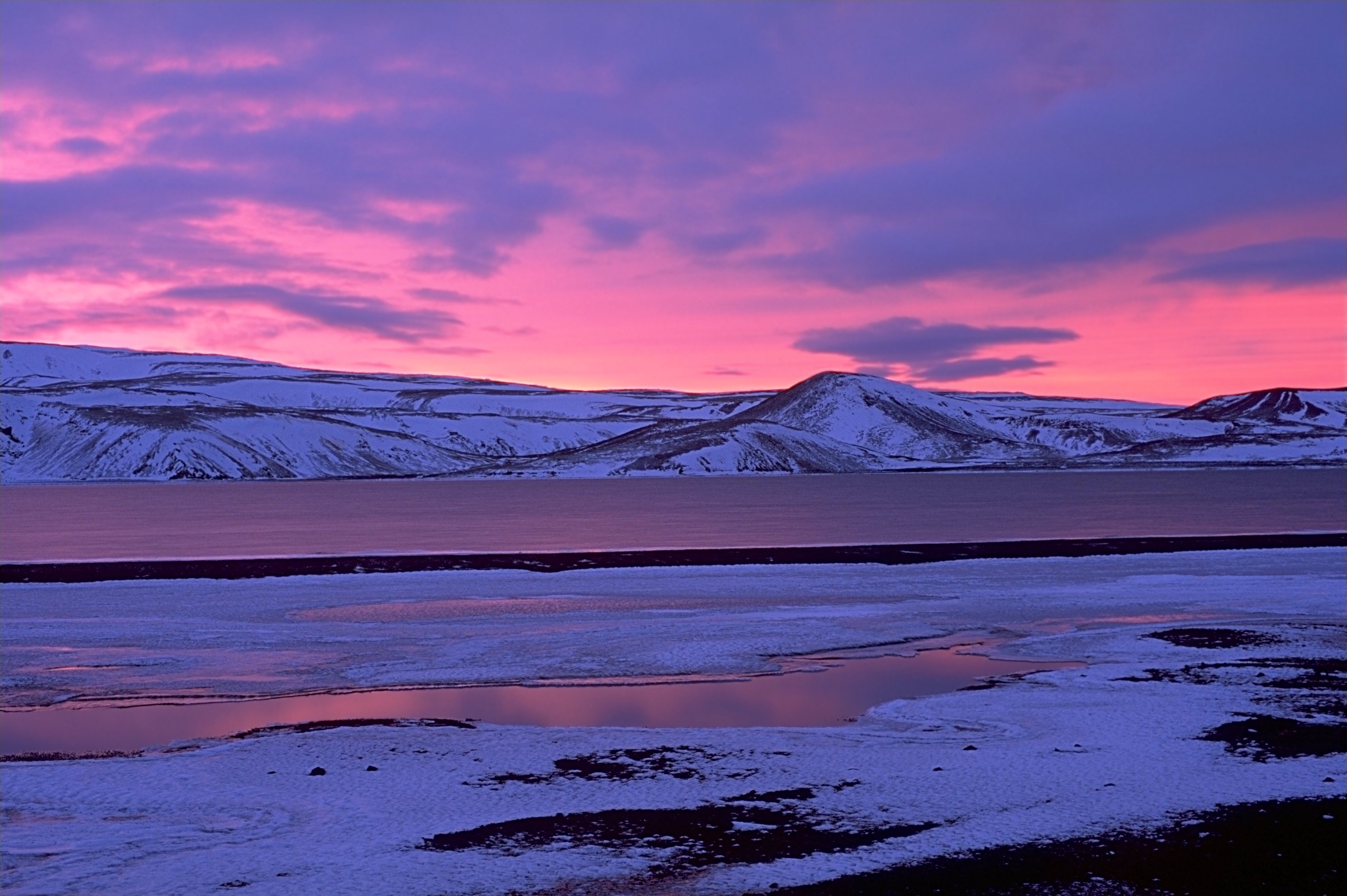
Kleifarvatn im Winter
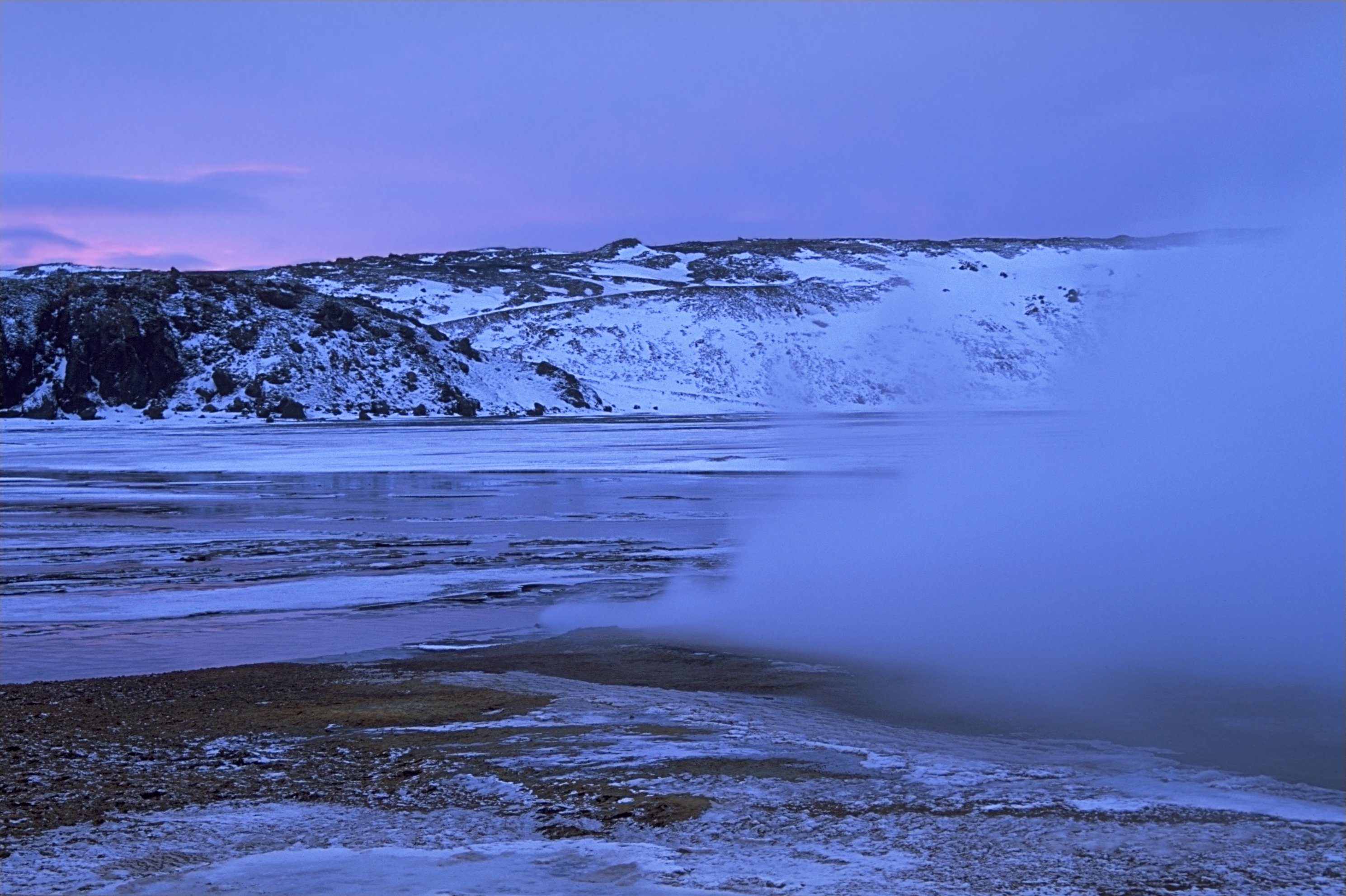
Quelle am Rand des Kleifarvatn
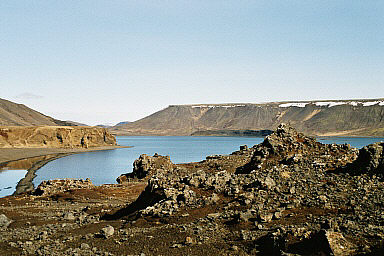
Kleifarvatn von Süden

### Fotos und Videos
- Diving Kleifarvatn thermal area (Video: Tauchen im Kleifarvatn). youtube.com

### Wiss. Artikel und Zeitungsartikel
- Bijal P. Trivedi: Iceland Lake Disappearing Into New Crack in Earth. In: National Geographic Today, 1. Oktober 2001 (englisch; zum Verschwinden des Sees).
- Amy E. Clifton: Reykjanes Field Trip: Tectonic-Magmatic Interaction at an oblique rift zone. (PDF; 1,2 MB) Nordic Volcanological Institute, Reykjavík 2006 (englisch).